# Анаперо віргінський
Анапе́ро віргінський (Chordeiles minor) — вид дрімлюгоподібних птахів родини дрімлюгових (Caprimulgidae). Гніздиться в Північній Америці, зимує в Південній Америці.

## Опис
Довжина птаха становить 22-24 см, розмах крил 53-68 см, вага 65-98 г. Самці мають переважно чорнувато-сіре забарвлення, самиці бурі. Спина і груди поцятковані каштановими, сірими і білуватими плямками. Нижня частина тіла білувата, поцяткована темними смужками. На горлі у самців вузька біла смуга, у самиць вона охриста. Крила вузькі, загострені, з широкою білою смугою, помітною в польоті. Хвіст роздвоєний, темний, у самців на ньому є поперечна біла смуга. Линяти птахи починають у вересні, в місцях зимівлі, і завершують у січні-лютому.
Представники підвидів C. m. minor і C. m. chapmani мають темне забарвлення, представники підвиду C. m. sennetti — світле, решта займають проміжне становище. Представники підвиду C. m. henryi вирізняються тим, що пера на верхній частині тіла у них мають світлі, охристі або каштанові края.

### Вокалізація
Крик — характерний гугнявий «пінт» або «бінт», що повторюється кілька разів, найчастіше його можна почути в сутінках, через 30-45 хвилин після заходу сонця. Під час сезону розмноження вокалізація самців віргінського анаперо включає також крик «аук, аук, аук». що нагадує кумкання жаб.

## Підвиди
Виділяють дев'ять підвидів:

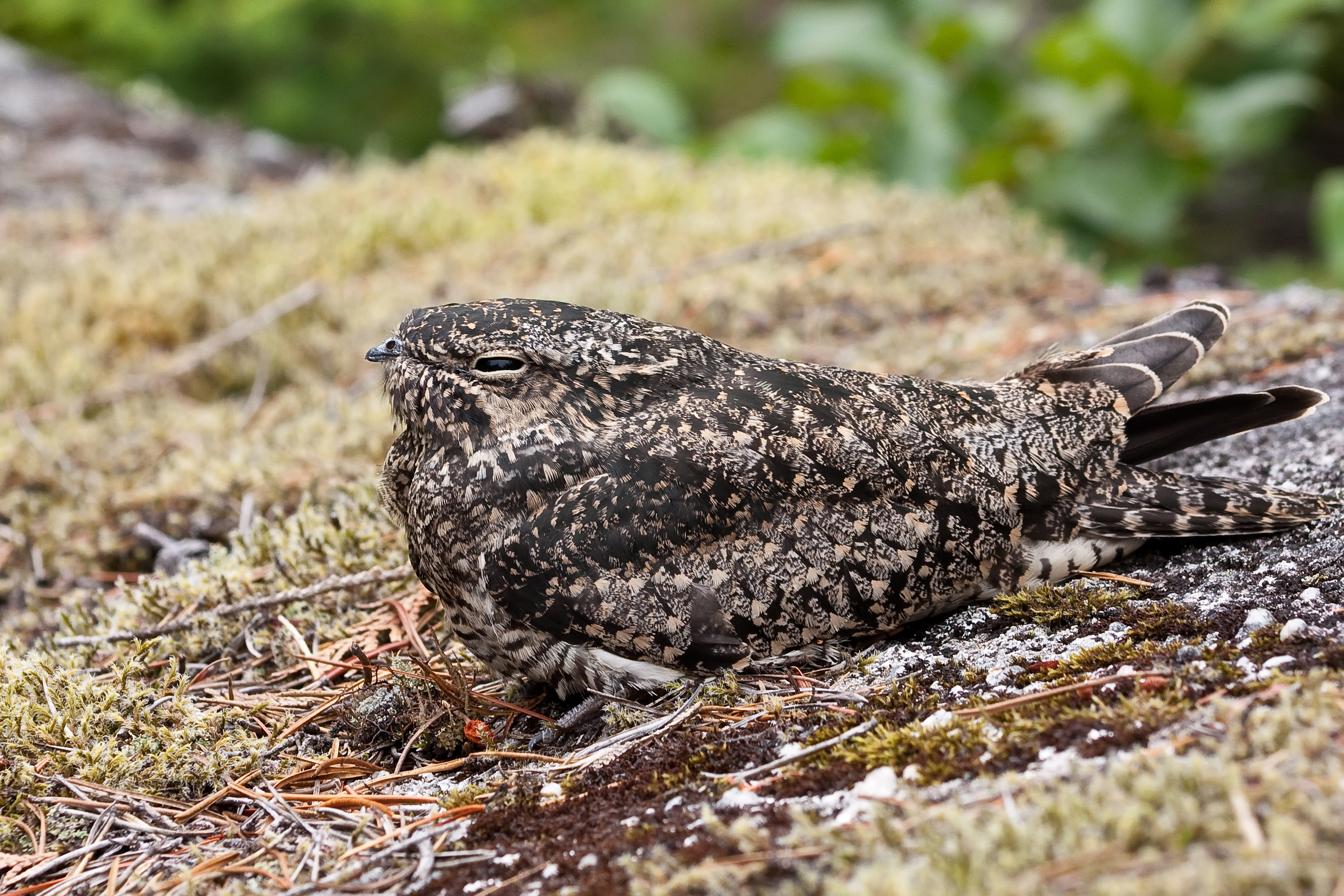
Віргінський анаперо (Британська Колумбія)

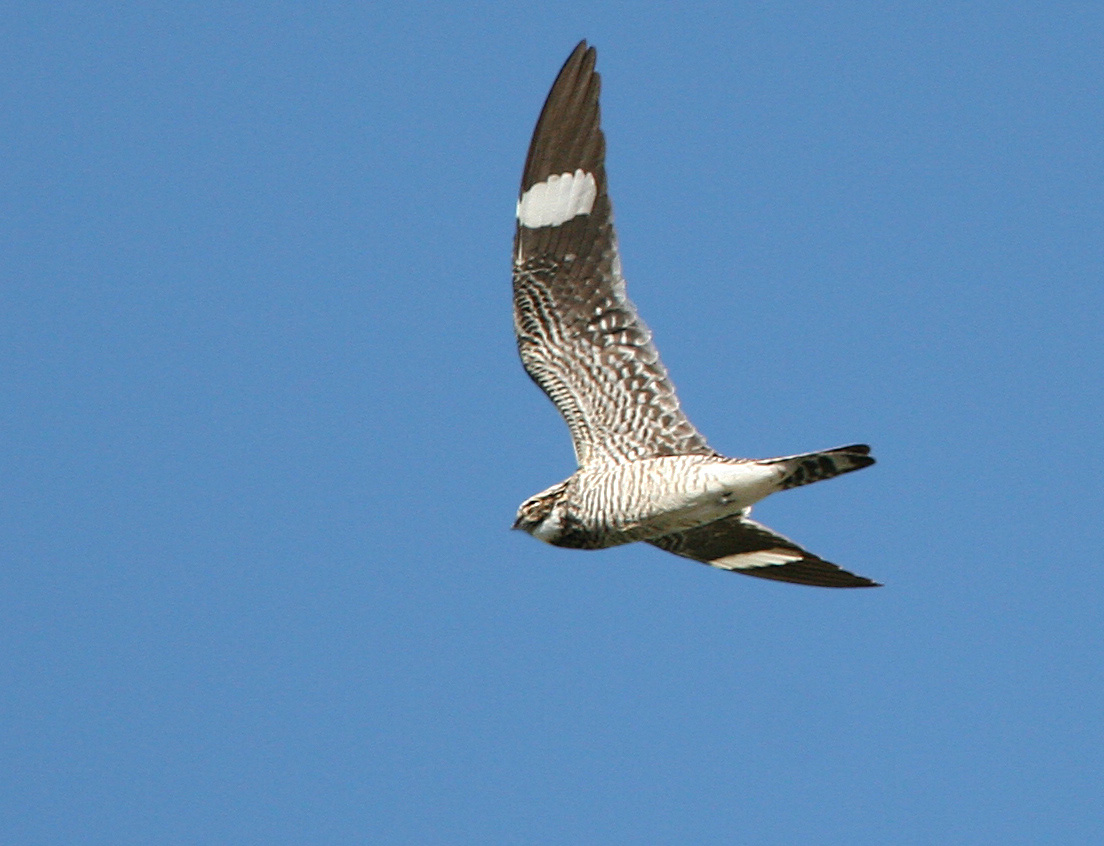
Віргінський анаперо в польоті

- C. m. minor (Forster, JR, 1771) — від південно-східної Аляски до острова Ванкувер, Британської Колумбії, Міннесоти і Індіани та до Вірджінії, Північної Кароліни, Джорджії і Оклахоми;
- C. m. hesperis Grinnell, 1905 — південно-західна Канада (Британська Колумбія і Альберта), внутрішні райони на заході США (Вашингтон, Монтана, Невада, внутрішні райони Каліфорнії, Юта, крайня північ Колорадо, захід Вайомінга);
- C. m. sennetti Coues, 1888 — північ Великих Рівнин (від сходу Монтани, півдня Саскачевану і Манітоби на південь до Північної Дакоти, Вайомінгу і Айови);
- C. m. howelli Oberholser, 1914 — захід центральної частини США (від північного Техасу, західної Оклахоми і Канзасу до Колорадо, північно-східної Юти і Вайомінгу);
- C. m. henryi Cassin, 1855 — південний захід США і північ центральної Мексики (від південно-східної Юти і південного заходу Колорадо через нагір'я західного Техасу, Аризони і Нью-Мексико до східної Сонори, Чіуауа і Дуранго);
- C. m. aserriensis Cherrie, 1896 — від півдня центрального Техасу до півночно-східної Мексики;
- C. m. chapmani Coues, 1888 — південний схід США (від південно-східного Канзасу до сходу Північної Кароліни і на південь до південного сходу Техасу і півдня Флориди);
- C. m. neotropicalis Selander & Alvarez del Toro, 1955 — схід і південь Мексики;
- C. m. panamensis Eisenmann, 1962 — від Белізу і Гондурасу до Панами.

Антильський анаперо раніше вважався конспецифічним з віргінським анаперо, однак був визнаний окремим видом.

## Поширення і екологія
Віргінські анаперо гніздяться в Канаді, США, на високогір'ях Мексики, локально в Центральній Америці. Взимку вони мігрують до Південної Америки, досягаючи Аргентини. Віргінські анаперо живуть в різноманітних природних середовищах: в лісах, пустелях і напівпустелях, на луках, в сухих чагарникових заростях, рідколіссях і саванах, на полях, пасовищах, морських узбережжях, в парках і садах. Зустрічаються на висоті до 2500 м над рівнем моря. Вони є одними з небагатьох видів птахів, що заселяють нещодавно постраждалі від пожеж ліси, після чого їх чисельність там поступово, протягом років або десятиліть, зменшується.
Під час міграції віргінські анаперо долають від 2500 до 6800 км. Вони мігрують і вдень і вночі, утворюючи неорганізовані зграї, які можуть нараховувати до кількох тисяч птахів. Повертатися на північ вони починають наприкінці лютого, а останні птахи досягають місць гніздування лише в середині червня. Міграція на південь починається в середні липня і завершується на початку жовтня. На міграції віргінські анаперо трапляються на Карибах, бродячих птахів спостерігали на заході Європи, зокрема у Великій Британії, Ірландії і Португалії.

## Поведінка
Віргінські анаперо ведуть присмерковий спосіб життя, найбільш активні ввечері та на світанку. Зустрічаються переважно поодинці. Живляться комахами, яких ловлять в польоті. На півночі ареалу були помічені випадки, коли пролітаючи над водоймою, віргінські анаперо в польоті пили воду, однак зазвичай вони отримують вологу з комах. Швидкість польоту віргінських анаперо становить 23,4 км/год.
Віргінські анаперо гніздяться в період з середини березня до початку жовтня. Зазвичай за сезон вилуплюється лише один виводок, іноді два. Відкладають яйця просто на голу землю, серед каміння. В кладці 2 яйця вагою 6-7 г, які відкладаються протягом 1-2 днів. Насиджують їх переважно самиці, іноді їх підміняють самці. Насідна пляма є лише у самиці. Пташенята починають літати на 18 день після вилуплення, на 25-30 день вони стають самостійними. На 52 день молоді птахи приєднуються до зграй і потенційно є готовими до міграції.

## Збереження
МСОП класифікує цей вид як такий, що не потребує особливого заходу зі збереження. За оцінками дослідників, популяція віргінських анаперо становить 23 мільйонів птахів. Популяція поступово скорочується через знищення природного середовища.